# Claude Poher
Pour les articles homonymes, voir Poher (homonymie).
Claude Poher (né en 1936) est un ingénieur français, retraité du Centre national d'études spatiales (CNES). Il est ingénieur en recherche spatiale et en électronique et dispose aussi d'un doctorat d'astrophysique.
Il est principalement connu pour son implication dans la création du Groupe d'études des phénomènes aérospatiaux non identifiés (GEPAN), la première structure ufologique officielle créée en France dès 1977 et dévolue à l'étude du phénomène ovni, et pour être l'auteur d'une théorie de la gravitation controversée : la « théorie des Universons ».

## Biographie

### Famille
Il est le neveu d'Alain Poher, président du Sénat français.

### Carrière
Le 19 décembre 1961, le Général de Gaulle et le CRS, Comité de recherches spatiales formé en 1959, créent le Centre national d'études spatiales (CNES). Dans les années 1960, Claude Poher, alors ingénieur en recherche spatiale et électronique et doctorant en astrophysique, entre au CNES, où il devient directeur de la division Fusées-Sondes. 
En 1969, alors en voyage aux États-Unis, il fait la connaissance de l'astronome et ufologue américain J. Allen Hynek, qui lui fait découvrir le phénomène ovni, auquel il ne cessera de s'intéresser par la suite. Claude Poher devient membre du Collège Invisible, une association de scientifiques s'intéressant au phénomène ovni, dirigée par Hynek. 
Il prend par ailleurs contact avec le GEPA (Groupe d'étude des phénomènes aériens), fondé en novembre 1962. Cette association ufologique française est considérée comme l'ancêtre informelle du Groupe d'études des phénomènes aérospatiaux non identifiés (GEPAN) qui sera créé au sein du CNES[réf. nécessaire].
En 1975, il rédige une étude statistique sur le phénomène ovni, qu'il présente à l'American Institute of Aeronautics and Astronautics, et commence à sensibiliser la hiérarchie du CNES.
En 1976, il devient directeur de la division Systèmes et Projets scientifiques du CNES. Il milite auprès d'Hubert Curien, alors président du CNES, pour la création d'un organisme officiel d'étude des ovnis. Il est soutenu dans cette action par l'Institut des hautes études de Défense nationale (IHEDN). [réf. nécessaire]

### GEPAN et suites
En mai 1977, le CNES annonce la naissance du GEPAN (Groupe d'études des phénomènes aérospatiaux non identifiés), premier organisme scientifique officiel français chargé de l'étude des ovnis. Claude Poher en devient le directeur. Au début, il s'en occupe seul avec une secrétaire. Mais quelques mois plus tard, l'effectif du GEPAN grossit jusqu'à atteindre une dizaine de scientifiques et d'ingénieurs, ainsi que de nombreux collaborateurs extérieurs. 
Dès 1978, il cherche aussi le soutien d'ufologues privés pour épauler le CNES[réf. nécessaire].
En 1978, Claude Poher déclare au Conseil scientifique du GEPAN qu'il en est arrivé à la conclusion que les ovnis de catégorie D (c'est-à-dire les objets volants restés non identifiés après une longue enquête scientifique) sont bien des engins volants matériels, dont l'origine est cependant inconnue. 
Le 30 décembre 1978, il est invité à prendre un congé sabbatique. Il ne s'occupe plus des ovnis à son retour au CNES, même si en privé il continue à s'y intéresser.
L'initiative novatrice d'un organisme scientifique officiel français chargé de l'étude des ovnis, lancée en 1977 par Claude Poher, perdure dans le temps jusqu'à nos jours. En 1983, les activités du GEPAN sont réduites au minimum. En 1987, le GEPAN est finalement dissout. En 1988, il est remplacé par le Service d'expertise des phénomènes de rentrée atmosphérique (SEPRA), dans lequel Claude Poher n'est pas impliqué.
De 1999 à 2004, le SEPRA fonctionne au ralenti avec une ou deux enquêtes approfondies menées par an et un personnel uniquement composé de l'ingénieur responsable, Jean-Jacques Velasco, et d'une secrétaire à mi-temps.
En 2000, le SEPRA, renommé « Service d'expertise des phénomènes rares aérospatiaux », devient l'actuel et officiel GEIPAN (Groupe d'études et d'informations sur les phénomènes aérospatiaux non identifiés) du CNES. Le GEIPAN est d'abord dirigé par l'ingénieur Jacques Patenet (alors directeur national du MUFON France), puis par Yvan Blanc en 2009 et Xavier Passot (en juillet 2011).

### Les «universons»
Depuis 2003, Claude Poher se présente comme l'auteur de ce qu'il nomme « théorie des universons » et qualifie de nouvelle théorie de la gravitation, susceptible de permettre des voyages interstellaires. Il en a tiré un livre destiné au grand public (voir Publications ci-dessous).
En 2010, il fait publier un article relatif à ses expérimentations sur des « particules créant la gravitation », dans la revue scientifique à comité de lecture EPJAP (European physical journal of applied physics). L'article, intitulé « Propelling phenomenon revealed by electric discharges into layered Y123 superconducting ceramics », est effectivement publié quelques jours à partir du 17 mai 2010 sur le site de la revue, avant d'être retiré par le Dr Adel Radek, responsable de la publication.
Claude Poher réagira en fermant immédiatement son site web et en concluant « La censure arbitraire, sans débat contradictoire, peut temporairement prétendre museler la vérité et prétendre limiter la diffusion d'une information. En aucun cas, elle ne peut faire disparaître des faits expérimentaux. »
Le 30 octobre 2011, Claude Poher publie un nouvel article dans un journal international à comité de lecture, Applied Physics Research. La revue publie l'article expérimental, « La théorie des Universons », et un film vidéo issu d'expériences de laboratoire.

## Distinctions
Claude Poher est titulaire de l'Ordre national du Mérite et de la médaille du CNES. Prix Astronautique de la AAAF en 1974.
Il est membre de l'Académie internationale d'astronautique, une organisation non gouvernementale créée le 16 août 1960 en Suède et reconnue par l'ONU en 1996. Cette organisation est indépendante et non liée aux milieux universitaires ou académiques. Elle se présente comme regroupant des experts mondiaux dans le domaine de l'astronautique en vue de discuter de problématiques liées aux technologies et à la recherche spatiale.

## Publications
- Gravitation : les Universons, énergie du futur, éditions du Rocher, 2003, 308 pages  (ISBN 226804789X).
- Physical phenomena observed during strong electric discharges into layered Y123 superconducting devices at 77 K, APR, Volume 3, N° 2, page 51, lire en ligne.
- General Relativity and Universons, lire en ligne.
- Gravitation et Universons. Concepts, théorie & expérimentation, génération d'énergie électrique, et autres conséquences, Ebook, 612 pages  (ISBN 978-2-9551387-0-0).